# پاریده تومبوروس
پاریده تومبوروس (به ایتالیایی: Paride Tumburus) بازیکن فوتبال و اهل ایتالیا است 

## تیم ملی
از سال ۱۹۶۲ میلادی عضو تیم ملی فوتبال ایتالیا بوده و در ۴ بازی ملی حضور داشته‌است. او در بازی‌های ملی‌اش گلی به ثمر نرساند.
پاریده تومبوروس آخرین بازی ملی خود را در سال ۱۹۶۳ میلادی انجام داد.